# Капрара, Алессандро
Алессандро Капрара (итал. Alessandro Caprara; 27 сентября 1626, Болонья, Папская область — 9 июня 1711, Рим, Папская область) — итальянский куриальный кардинал. Регент Апостольской пенитенциарии с 6 сентября 1696 по 9 июня 1711. Кардинал-священник с 17 мая 1706, с титулом церкви Санти-Нерео-эд-Акиллео с 25 июня 1706 по 9 июня 1711.